# 克鲁瓦罗
克鲁瓦罗（法語：Croixrault，法語發音：[kʁwaʁo]），法国北部市镇，位于上法兰西大区索姆省，隶属于亚眠区，其市镇面积为8.96平方公里，2022年1月1日时人口数量为457人，在法国城市中排名第17,832位。
克鲁瓦罗位于索姆省南部偏西，A29高速公路由此通过并设有出入口，其附近区域被规划为开发区。

## 地名来源
“克鲁瓦罗”一名来源于拉丁语“Curtis Radulfi”，意为“拉杜尔菲的田地”。

## 历史
克鲁瓦罗境内曾发现新石器时期的人类活动遗迹，历史上则长期为一处普通村落。法国大革命后，克鲁瓦罗成为索姆省的一个市镇。20世纪末，途径克鲁瓦罗的A29高速公路建成通车，其高速公路出入口附近被规划为开发区。

## 地理

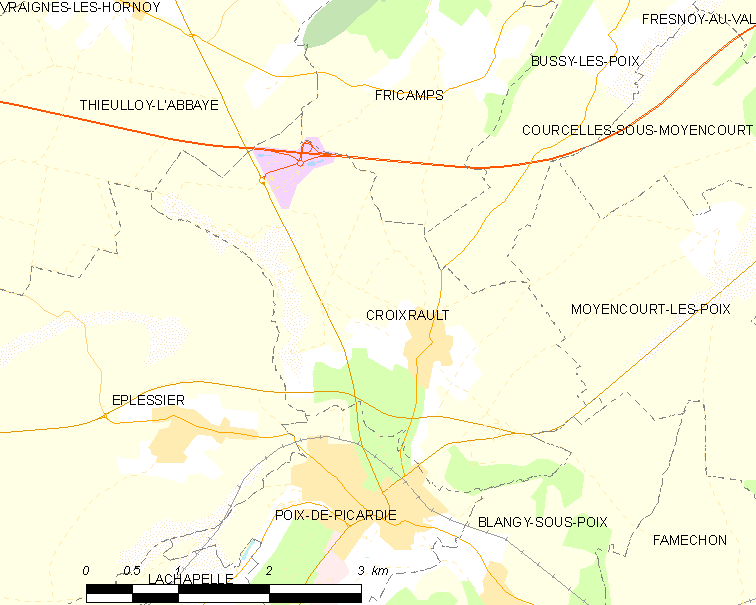
克鲁瓦罗市镇范围地图

克鲁瓦罗位于法国北部，上法兰西大区中西部和索姆省南部偏西，距离省会亚眠大约26公里。与克鲁瓦罗接壤的市镇包括：布朗日苏普瓦、比西莱普瓦、埃普莱西耶、弗里康、穆瓦延库尔莱普瓦、皮卡第地区普瓦、蒂约卢瓦拉拜。

### 地形
克鲁瓦罗位于法国北部皮卡第平原西部，境内以浅丘为主，市镇中心地势较为平坦，全境海拔在111到187米之间。

### 水文
克鲁瓦罗属于索姆河流域，其境内无大型天然地表径流及水域。

### 植被
克鲁瓦罗属于温带阔叶混交林区，市区西南部为公园树林（Bois du Parc），为一处天然森林。
在鲜花城市的评比中，克鲁瓦罗暂未被评级。

### 气候
克鲁瓦罗在柯本气候分类法中属于温带海洋性气候。

## 行政区划
克鲁瓦罗是法国上法兰西大区索姆省的一个市镇，编号为80227。克鲁瓦罗隶属于亚眠区、索姆省第四选区和皮卡第地区普瓦县，同时也是西南索姆省市镇公共社区的组成部分。
自2020年起，法国国家统计与经济研究所（简称）在进行数据统计时，将克鲁瓦罗划入包含369个市镇的亚眠城市辐射区中。此外，还将克鲁瓦罗市镇整体看作一个“块区”（IRIS）。

## 交通

### 公路
A29高速公路经过克鲁瓦罗市镇范围北部，通过13号出入口连接市区；此外多条索姆省省道在克鲁瓦罗境内交汇。上法兰西大区下属的城际客运提供校车线路，可前往周边部分市镇。
2017年，76%的克鲁瓦罗家庭拥有至少一辆私人汽车。2019年，克鲁瓦罗境内共发生各类交通事故1起，造成1人受伤。

### 铁路
距离克鲁瓦罗最近的铁路车站为位于亚眠－达尔内塔勒铁路上的皮卡第地区普瓦站，该站停靠往返于亚眠和鲁昂一线的区域列车。

### 航空
距离克鲁瓦罗最近的民用航空站为博韦-蒂耶机场，距离克鲁瓦罗市中心的公路里程约46公里。

### 城市公共交通
截至2021年8月，克鲁瓦罗暂无城市公共交通系统。

## 政治

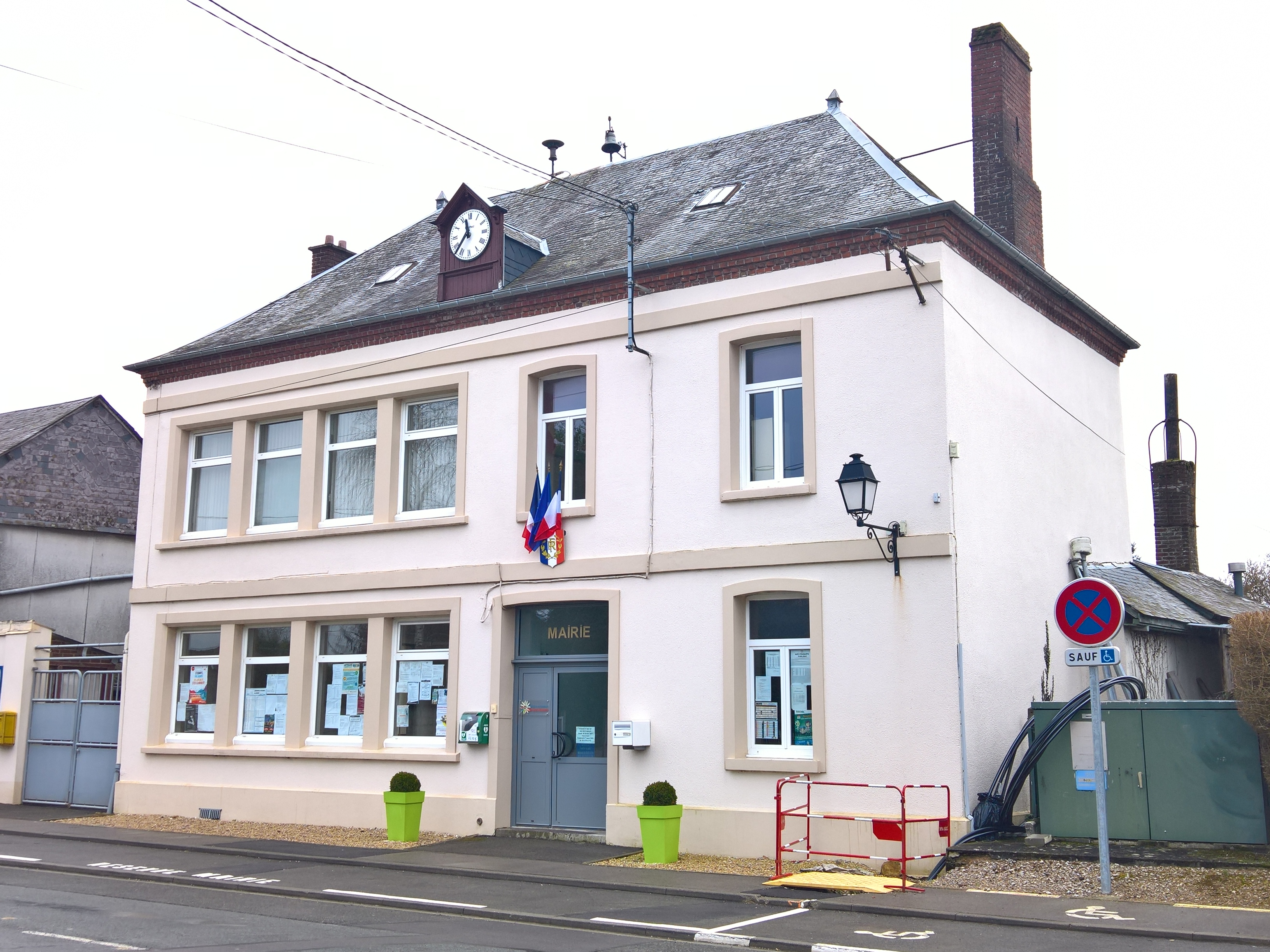
克鲁瓦罗市政厅

克鲁瓦罗的现任市长为迪迪耶·达尔桑先生（Didier Darsin），他是一名无党派人士，在2020年的市政选举中获得了100%的支持率（无其他候选人）。
在2017年的法国总统大选中，法国第25任总统埃马纽埃尔·马克龙在克鲁瓦罗获得了58.12%的支持率。

## 人口
2018年，克鲁瓦罗市镇人口数量为441，在法国排名第17,832位。其中男性218人，女性216人，75岁及以上人口占7.1%，外籍人口数量为93人，人口密度为49人/平方公里，当地居民被称为（男性）或（女性）。2019年，克鲁瓦罗境内出生6人，死亡人口1人。
| 年份   | 1936 | 1946 | 1954 | 1962 | 1968 | 1975 | 1982 | 1990 | 1999 | 2004 | 2009 | 2014 | 2018 |
| ------ | ---- | ---- | ---- | ---- | ---- | ---- | ---- | ---- | ---- | ---- | ---- | ---- | ---- |
| 人口數 | 327  | 289  | 307  | 324  | 372  | 351  | 365  | 356  | 355  | 389  | 428  | 430  | 441  |

## 经济
截止2021年8月，克鲁瓦罗境内共有53家用人单位或自雇。

## 财政收入
2019年，克鲁瓦罗的财政收入总额为224,730欧元，财政支出总额为153,100欧元，当年的债务总额为86,790欧元。2020年，克鲁瓦罗共获得39,498欧元的国家财政补助，比上一年减少了0.02%。
2019年，克鲁瓦罗的家庭平均月收入总额为1,929欧元，低于法国平均水平（2,318欧元）。
2017年，克鲁瓦罗境内的青壮年（15至64岁）失业率为9%，当地48.2%的家庭拥有纳税资格，平均纳税1,924欧元，低于法国平均水平（3,888欧元）。

## 社会事务

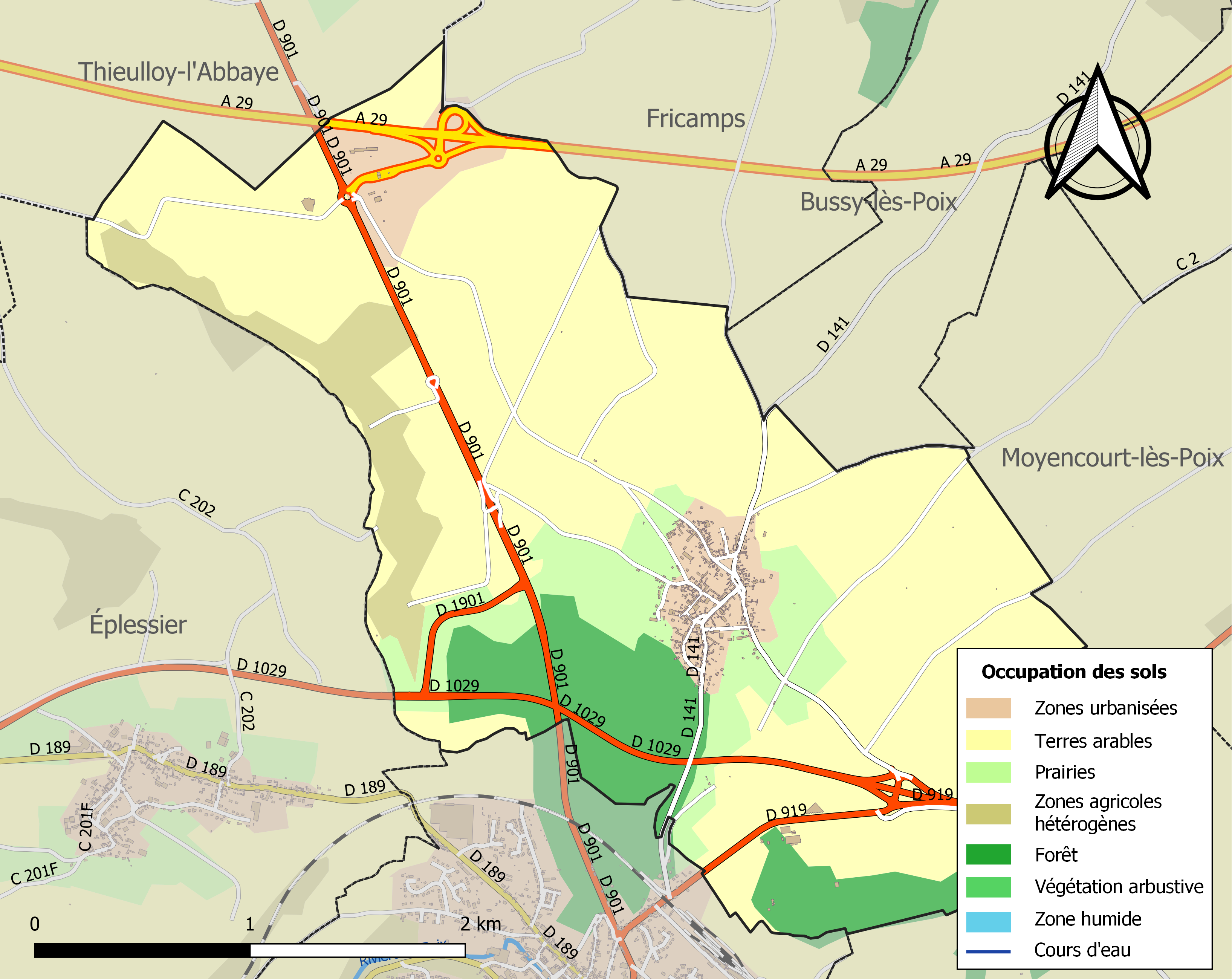
克鲁瓦罗土地利用情况地图

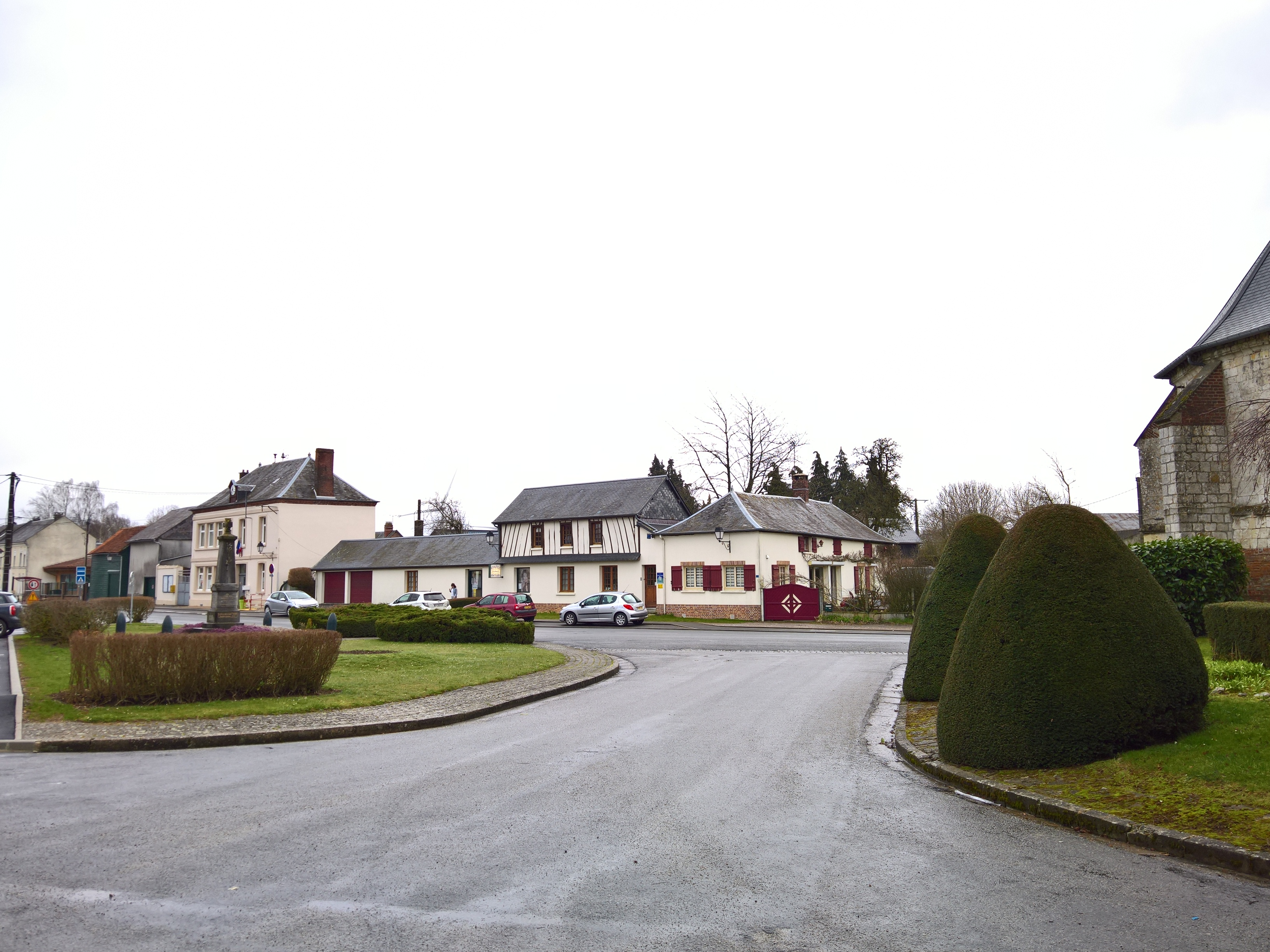
克鲁瓦罗镇中心

### 教育
克鲁瓦罗属于亚眠学区。截止2019年1月1日，克鲁瓦罗境内暂无任何教育机构。

### 医疗
截止2019年1月1日，克鲁瓦罗境内共有助产士1名。克鲁瓦罗距离“亚眠大学中心医院”（CHU Amiens）的南部病区的正常车程在20分钟以内。

### 住房
2017年，克鲁瓦罗境内共有各类住房196套，其中94.9%为独立式居民区，4.6%为集中式居民区。常住房屋占克鲁瓦罗市镇范围内居民建筑总量的85.7%。
在住房保障政策方面，2017年，克鲁瓦罗境内共有22户家庭获得了住房经济补助，受益人数占总人口数量的5.1%，其中18份为房租补助。

### 商业
2019年，克鲁瓦罗境内共有各类实体商铺14家，其中美容美发店2家、汽车维修店4家。市区X部建有大型开放式商业街区。

### 体育
2019年，克鲁瓦罗境内共有1处足球或橄榄球场。
普瓦-布朗日-克鲁瓦罗体育俱乐部（Poix-Blangy-Croixrault F.C.）是一支注册足球队，注册地址位于皮卡第地区普瓦，2021至2022赛季参加上法兰西大区足球联赛。

### 环境
克鲁瓦罗的环境事务由其所属的公共社区负责。2019年，克鲁瓦罗境内暂无污染企业。

### 治安
2014年，克鲁瓦罗及附近地区共发生各类案件2,448起，其中盗窃类案件1,598起，经济类案件193起，毒品交易类案件51起。

## 文化

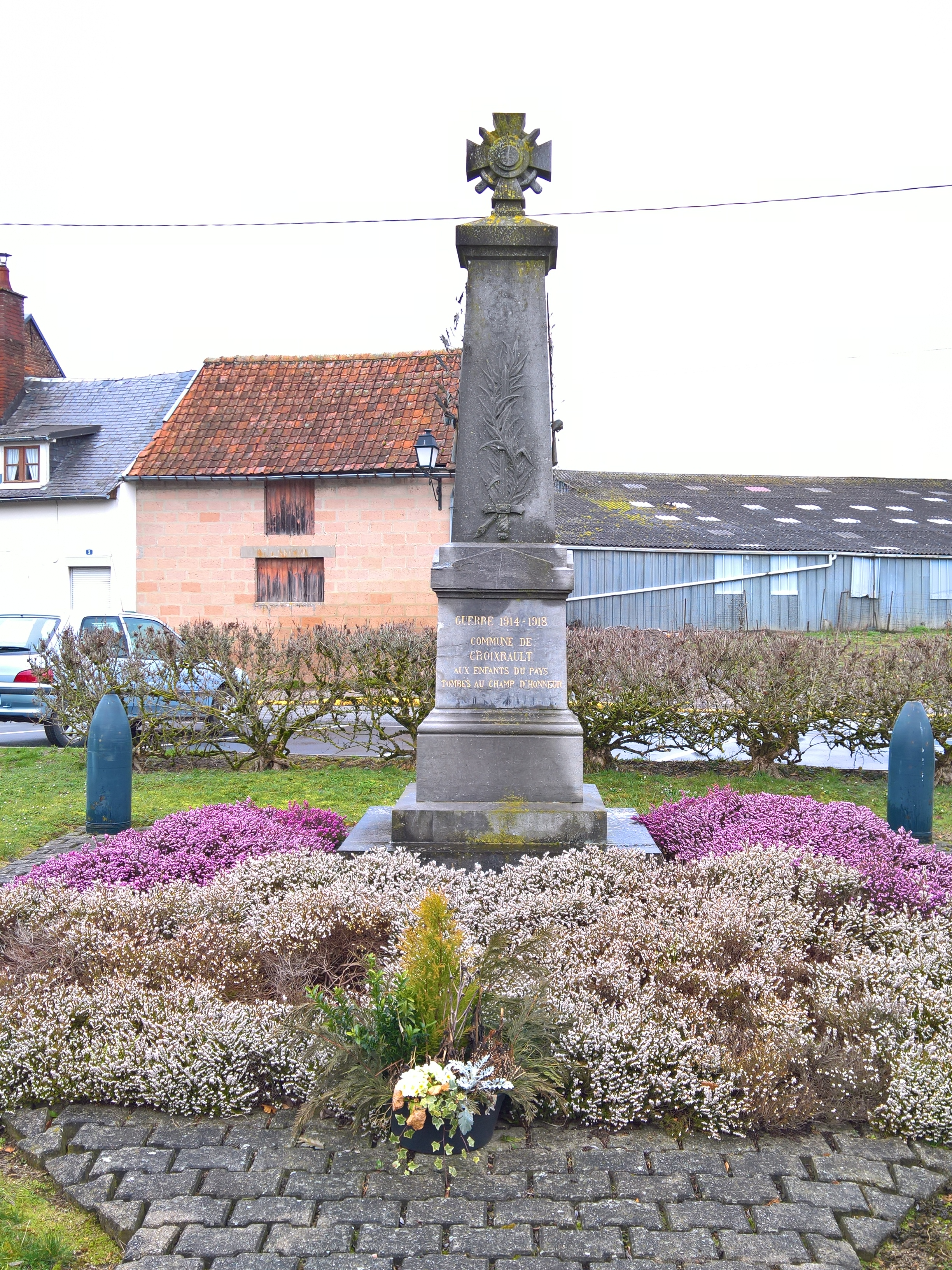
克鲁瓦罗烈士纪念碑

2019年，克鲁瓦罗境内暂无任何文化设施。

### 建筑
克鲁瓦罗境内有多处历史建筑，其中施洗约翰教堂（Église Saint-Jean-Baptiste de Croixrault）及前方的战争烈士纪念碑当地的代表性建筑物。

### 旅游
克鲁瓦罗的旅游事务由其所属的公共社区负责。2020年，克鲁瓦罗境内暂无任何游客接待设施。

### 媒体
法国主要的媒体均可在克鲁瓦罗接收，法国电视三台下属的上法兰西大区频道在部分时段播出克鲁瓦罗所属区域的地方新闻。

## 友好城市
截至2021年8月，克鲁瓦罗暂未建立任何友好城市关系。